# بطولة نساء الشرف
بطولة نساء الشرف (بالإنجليزية: Women of Honor Championship)‏ هي بطولة نسائية أسست من قبل و يدافع عنها اتحاد المصارعة الأمريكي حلبة الشرف (رينغ أوف أونر).

## البطلات

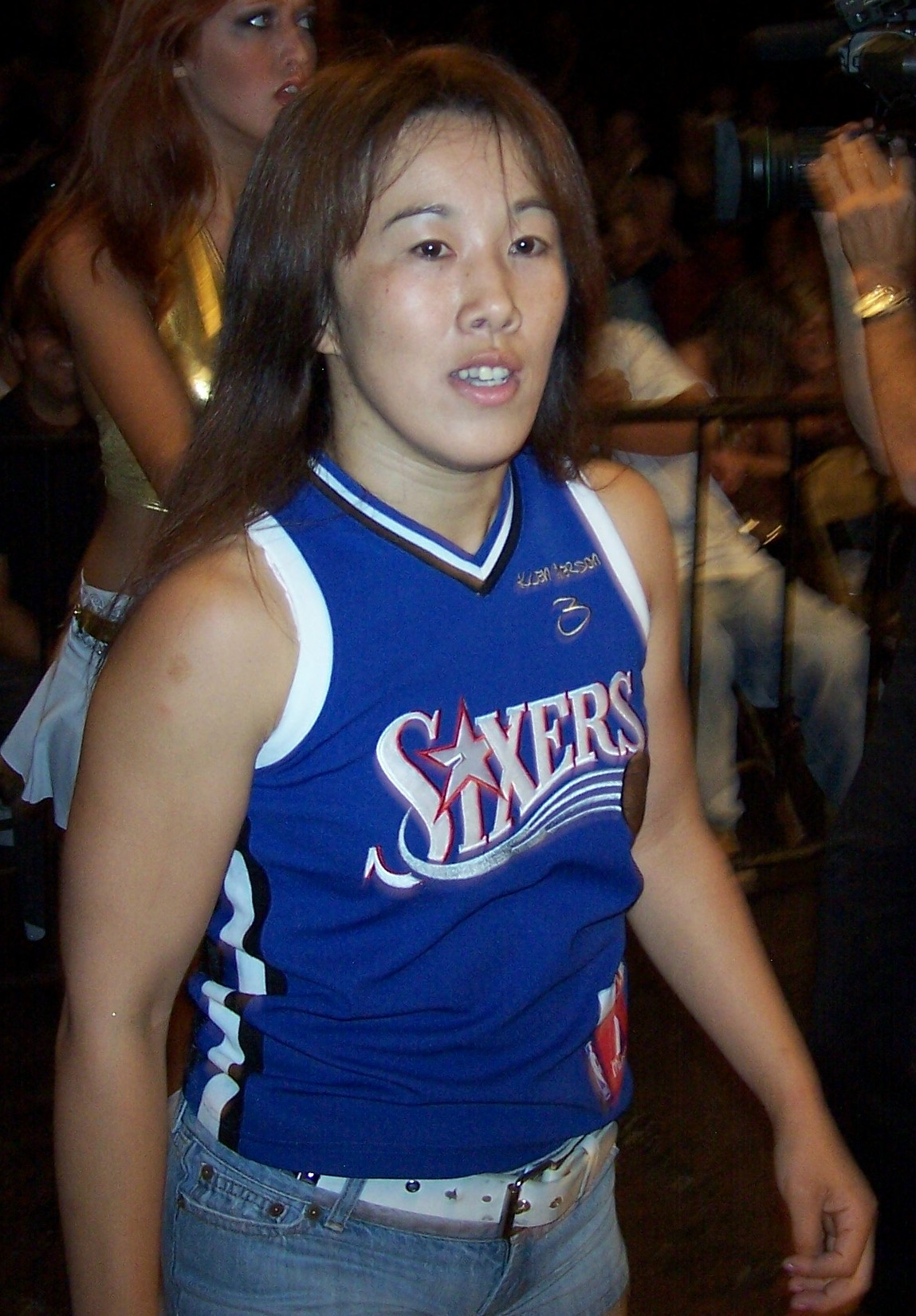
البطلة الأولى و الحالية سومي ساكاي

| رقم العهد | هو عدد المرات التي حملت فيها البطلة البطولة  |
| الموقع    | المكان الذي فازت فيها البطلة بالبطولة        |
| الحدث     | الحدث أو العرض الذي فازت فيه البطلة بالبطولة |
| +         | يعني أن هذا الرقم يزداد يوميا                |

| # | الاسم      | التاريخ       | الموقع                  | الحدث                 | رقم العهد | عدد الأيام | ملاحظات                                             | مصدر  |
| - | ---------- | ------------- | ----------------------- | --------------------- | --------- | ---------- | --------------------------------------------------- | ----- |
| 1 | سومي ساكاي | أبريل 7، 2018 | قائمة مباريات الشرف XII | نيو أورلينز، لويزيانا | 1         | 137+       | هزمت كيلي كلاين في نهائيات دوري لتصبح البطلة الأولى | [ 1 ] |